# For Those in Peril (film, 2013)
Ne doit pas être confondu avec For Those in Peril (film, 1944) ou For Those in Peril (téléfilm).
Pour plus de détails, voir Fiche technique et Distribution.
For Those in Peril est un film dramatique britannique écrit et réalisé par Paul Wright, et sorti en 2013.

## Synopsis
En Écosse, Aaron doit se battre contre des superstitions villageoises en partant à la recherche de son frère, disparu en mer.

## Fiche technique
- Titre original : For Those in Peril
- Réalisation : Paul Wright
- Scénario : Paul Wright
- Direction artistique : Simon Rogers
- Décors : Wendy Cairns
- Costumes : Jo Thompson
- Montage : Michael Aglund et Anders Refn
- Musique : Erik Enocksson
- Photographie : Benjamin Kračun
- Son :  Joakim Sundström
- Production : Mary Burke et Polly Stokes
- Sociétés de production : Jellyfish Pictures et Warp X
- Sociétés de distribution :  Protagonist Pictures
- Pays d’origine :  Royaume-Uni
- Budget :
- Langue : Anglais
- Durée : 84 minutes
- Format :
- Genre : Drame
- Dates de sortie
- France : mai 2013 (festival de Cannes 2013)

## Distribution
- Kate Dickie : Cathy
- Nichola Burley
- George MacKay : Aaron
- Michael Smiley : Frank
- Brian McCardie (en) : Dr Forbes

## Distinctions

### Nominations
- Festival de Cannes 2013 : en compétition, sélection « Semaine de la critique »
- Festival du film de Sydney 2013
- Festival européen du film fantastique de Strasbourg 2013 : en compétition
- British Independent Film Awards 2013 : Douglas Hickox Award
- British Academy Film Awards 2014 : Meilleur nouveau scénariste, réalisateur ou producteur britannique pour Paul Wright (réalisateur et scénariste) et Polly Stokes (productrice)